# Rokka no Yuusha
Rokka no Yuusha (六花の勇者, Rokka no Yūsha) ou Heróis das 6 Flores traduzido literalmente é uma série de light novels japonesa escrita por Ishio Yamagata e ilustrada por Miyagi. Shueisha publicou seis volumes desde agosto de 2011. Uma adaptação para mangá por Kei Toru começou a ser serializada na revista Super Dash & Go! em fevereiro de 2012. Ambas as versões são licenciadas na América do Norte pela Yen Press. Um anime produzido pela Passione e dirigido por Takeo Takahashi foi transmitido no Japão de 4 de julho a 19 de setembro de 2015.

## Enredo
Seis pessoas denominadas Heróis das Seis Flores são escolhidas pela Deusa do Destino para derrotar o Deus Demônio (魔神, Majin). No entanto, quando eles se reúnem, há sete heróis presentes, levando-os a acreditar que alguém é um impostor e está do lado do Deus Demônio. A paisagem, a arquitetura e a linguagem escrita vistas são muito semelhantes aos povos maias ou astecas mesoamericanos.

## Personagens

### Heróis
Adlet Mayer (アドレット・マイア, Adoretto Maia)
Voz de: Sōma Saitō, Miyuki Sawashiro (jovem) (Japonês), Robbie Daymond (Português), Roberto Rodrigues, Beta Cinalli (criança) (Brasil)
O protagonista principal. Ele é o homem mais forte auto-proclamado do mundo. Ele luta usando ferramentas e truques para pegar seu oponente desprevenido. Teguneu apareceu em sua aldeia quando criança e a destruiu enquanto capturava todos os moradores, exceto Adlet. Sua razão para querer se tornar um herói é a vingança. Como ele não podia se tornar um santo (apenas mulheres podem se tornar santos), ele foi encontrar Altro, um eremita especialista em vários estilos de luta e na ciência.
Nashetania Loei Piena Augustra (ナッシェタニア・ルーイ・ピエナ・アウグストラ, Nasshetania Rūi Piena Augusutora)
Voz de: Yōko Hikasa (Japonês), Abby Trott (Português), Gabriela Pellegrino (Brasil)
A primeira princesa de Piena, Santa das Lâminas. Ela pode fazer com que as lâminas pareçam do nada para serem usadas como projéteis. Sua família foi morta durante uma guerra civil em Piena. Ela é a falsa 'sétima' valente. No início da série ela aparece para Adlet como escrava que fala um pouco dos Heróis das Seis Flores e depois aparece como um dos heróis tendo suas orelhas de coelho a amostra. Ela depois se revela como o falso herói, como também trai Goldof e fere seus sentimentos.
Flamy Speeddraw (フレミー・スピッドロウ, Furemī Supiddorō)
Voz de: Aoi Yūki (Japonês), Brianna Knickerbocker (Português), Jessica Cardia (Brasil)
Uma atiradora de elite conhecida como a Matadora das Seis Flores (Herói-Matador no anime), Santa da Pólvora. Ela é um meio-demônio que foi traída por sua mãe e tribo depois de não ter matado Chamo, então ela vai matar o Deus Demônio em vingança. Ela pode criar balas e outros explosivos do nada. Ela adora cachorros e odeia humanos, embora pareça ter sentimentos por Adlet, apesar de negar. Graças a Adlet, ela estava disposta a aceitar o resto dos heróis como seus camaradas, e eles também a aceitavam.
Goldof Auora (ゴルドフ・アウオーラ, Gorudofu Auōra)
Voz de: Kōki Uchiyama (Japonês), Ray Chase (Português), Renan Alonso (Brasil)
Um jovem cavaleiro completamente dedicado à Nashetania, ele empunha uma lança gigante. Ele foi encarregado de encontrar a Matadora das Seis Flores. Ele tem ciúmes da proximidade de Adlet com a princesa. Tendo sido salvo por Nashetania quando ele era pequeno, jurou protegê-la desde então até depois Nashetania revelar suas reais intenções.
Chamo Rosso (チャモ・ロッソ, Chamo Rosso)
Voz de: Ai Kakuma (Japonês), Kira Buckland (Português), Amanda Tavares (Brasil)
Uma garotinha orgulhosa considerada a guerreira mais poderosa da era atual. Ela é a Santa dos Pântanos. Todo kyōma que ela já comeu vive no pântano dentro de seu estômago. Ela vomita toda vez que os usa como armas. Embora poderosa, muitas vezes não ouve os outros e age por conta própria como quiser.
Maura Chester (モーラ・チェスター, Mōra Chesutā)
Voz de: Rina Satō (Japonês), Wendee Lee (Português), Amanda Moreira (Narração introdutiva da série) (Brasil)
Uma mulher extremamente séria e intelectual. Ela serve como líder dos santos e é a Santa das Montanhas. Ela inicialmente suspeitava que Adlet fosse o sétimo, mesmo que o enquadrasse pelo crime de atacar Hans, o que nunca aconteceu. Ela é a única pessoa que Chamo vai ouvir.
Hans Humpty (ハンス・ハンプティ, Hansu Hanputi)
Voz de: Kenichi Suzumura (Japonês), Ben Diskin (Português), Gustavo Martinez (Brasil)
Um estranho assassino que imita um gato enquanto ele fala, assim como seus movimentos. Ele esgrima com uma habilidade não-mundana e peculiar. Ele é o único que acredita que o sétimo desconhece seu próprio status e suspeita que Adlet seja o sétimo. Ele é o primeiro a descobrir que Adlet não é o sétimo (usando suas técnicas de assassino) e faz tudo ao seu alcance para provar sua inocência.
Rolonia Manchetta (ロロニア・マンチェッタ, Roronia Manchetta)
Voz de: Hisako Kanemoto, Raíssa Bueno (Brasil)
Uma garota baixa que usa armadura e óculos com traços ruminantes. Ela é a Santa do Sangue Fresco e amiga de infância de Adlet e é especialista em curar magia. Ela chegou ao final do primeiro volume, elevando o número de heróis de volta para 7. Inicialmente, ela era apenas uma criada que lavava roupas no templo do Deus do Sangue Fresco. Quando a santa antes dela morreu, ela foi escolhida pelo deus, e não por todos os acólitos presentes. Ela empunha um chicote na batalha que é preenchido com seu sangue. Isso permite que ela o controle completamente e um arranhão pode forçar o sangue a sair de qualquer oponente que ele toque.

### Kyōma
Tgurneu (テグネウ, Teguneu)
Voz de: Akira Ishida, Juliano Luccas (Brasil)
Um dos três líderes kyōma. Ele é muito manipulador e adora ler poemas. Ele acredita que o 'amor' é a arma definitiva.
Cargikk (カーグイック, Kāguikku)
Um dos três líderes kyōma. Ele assume a forma de um leão e trata seus companheiros kyōma como seus filhos.
Dozzu (ドズー, Dozū)
Um dos três líderes kyōma. Ele assume a forma de um cachorro e pode controlar os raios.

## Mídia

### Light novels
Rokka no Yūsha começou como uma light novel escrita por Ishio Yamagata, com ilustrações de Miyagi. Shueisha publicou o primeiro volume em 25 de agosto de 2011 sob a marca Super Dash Bunko. Com a introdução do Dash X Bunko em 11 de novembro de 2014, foi lançado o quinto volume da light novel. Seis volumes foram lançados em 24 de julho de 2015. A editora norte-americana Yen Press anunciou sua licença para a série na Anime Expo 2016. Um volume spin-off intitulado Rokka no Yūsha Archive 1: Don't pray to the flower foi lançado em 25 de março de 2016na.

### Mangá
Uma adaptação para mangá, ilustrado por Kei Toru, começou a serialização na Super Dash & Go! com a edição de abril de 2012 vendida em 25 de fevereiro. Depois que a revista terminou sua publicação impressa em abril de 2013, o mangá continuou a serialização online até 20 de novembro de 2014. Quatro volumes tankōbon foram publicados de 25 de outubro de 2012 a 24 de julho de 2015. A Yen Press anunciou sua licença para a adaptação do mangá na Anime Expo 2016 e lançou todos os volumes em 2017.

### Anime
Uma adaptação para anime produzida por Passione e dirigida por Takeo Takahashi foi ao ar de 4 de julho a 19 de setembro de 2015. A série é licenciada na América do Norte pela Ponycan USA e pela Anime Limited no Reino Unido. Cinco músicas temáticas foram usadas para os episódios: dois temas de abertura e três temas de encerramento. Dos episódios 1-4 e 12, "Cry for the Truth" foi usado como o primeiro tema de abertura, e dos episódios 1-3, 8 e 12, "Secret Sky" foi usado como o primeiro tema final, tema do Adlet, ambos interpretados por Michi. O segundo tema de abertura "Black Swallowtail" de Uroboros foi usado nos episódios 5 a 11, e o segundo tema de encerramento usado nos episódios 4-5 e 10 é "Dance in the Fake" de Yoko Hikasa, dubladora de Nashetania que compôs a musica tema da protagonista. Dos episódios 6-7, 9 e 11, "Nameless Heart" de Aoi Yūki, dubladora de Flamy que compôs a musica tema da protagonista e foi usado como o terceiro tema de encerramento.